# Vanessa Neigert
Vanessa Neigert (née le 11 juillet 1992 à Treviglio) est une chanteuse allemande.

## Biographie
Neigert est la fille de fil-de-fériste, suit ses parents dans leurs tournées, allant dans de nombreuses écoles et souhaite reprendre le métier de ses parents. En 2009, à 16 ans, elle participe à la 6e saison de Deutschland sucht den SuperStar, interprète principalement du schlager des années 1950 et 1960 et atteint les émissions finales jusqu'à être 6e de la saison.
Son premier album Mit 17 hat man noch Träume, qui contient des reprises du schlager allemand, sort en octobre 2009 et atteint la 31e place des charts allemands. En juin 2010, le deuxième album Ich geb’ ne Party suit ; Les deux albums sont réédités en octobre 2010 sous la forme d'un double album Bild am Sonntag – Schlager Party. Neigert apparaît en 2009 à Herbstfest der Volksmusik et en 2010 à Sommerfest der Volksmusik puis l'émission Ballermann Hits sur RTL ZWEI et en 2011 dans Willkommen bei Carmen Nebel.
En octobre 2012, son troisième album studio, Volare, sort, pour la première fois il y a un titre écrit directement pour Neigert, Ich bake mich nen Mann. En 2013, Neigert publie le single Spürst du den Puls. En 2014, viennent le quatrième album de Neigert Caprimond et les singles Du et Hey Du!. En avril 2019, le single An Meine Seiten suit avec un clip correspondant dans le style rockabilly. En février 2020, elle sort le single Gefühle sterben niemals avec le label Zoom Music.
Neigert est à plusieurs reprises dans ZDF-Fernsehgarten et à Immer wieder sonntags. Elle est en tournée avec Stefan Mross, Inka Bause et Michael Hirte. En janvier 2016, elle devient mère d'un fils.
En 2021 elle participe, à la 14e saison de Let's Dance, la version allemande de Danse avec les stars.

## Discographie

### Albums
- 2009 : Mit 17 hat man noch Träume
- 2010 : Ich geb ’ne Party
- 2012 : Volare
- 2014 : Caprimond

### Singles
- 2009 : Schöner fremder Mann
- 2010 : Ein Student aus Uppsala
- 2012 : Nel Blu Dipinto Di Blu (Volare)
- 2013 : Ich backe mir nen Mann
- 2013 : Spürst du den Puls
- 2014 : Du
- 2014 : Hey Du!
- 2019 : An meiner Seite
- 2020 : Gefühle sterben niemals

## Source de la traduction
- (de) Cet article est partiellement ou en totalité issu de l’article de Wikipédia en allemand intitulé « Vanessa Neigert » (voir la liste des auteurs).

1. ↑  (de) « Mit 17 hat man noch Träume », sur offiziellecharts.de (consulté le 8 septembre 2020)
2. ↑  (de) « Schlager-Gala mit Inka Bause und vielen Stars », sur Lausitzer Rundschau, 2008 (consulté le 8 septembre 2020)
3. ↑  (de) « Vanessa Neigert – Ich geb ’ne Party », 2016 (consulté le 8 septembre 2020)